# Afeda
Afeda é um gênero de traça pertencente à família Cosmopterigidae.

## Espécies
- Afeda biloba Hodges, 1978